# Гай, Антонио
Антонио Гай (итал. Antonio Gai; 3 мая 1686, Венеция — 4 июня 1769, Венеция) — венецианский скульптор XVIII века известен работами от барокко и рококо до классицизма.

## Биография
Родился в Венеции. Антонио — сын малоизвестного скульптора Франческо Гая.
Художественные навыки начал осваивать в мастерской отца, а впоследствии — в мастерской скульптора Оттавио Кальдерона. Начинал работать как резчик по камню. Известно, что работал над декором некоторых книжных шкафов в венецианской библиотеке Марчиана.
К созданию скульптур из мрамора пришёл в 1720 году. Среди первых заказов — садово-парковые скульптуры и декоративные вазы для виллы Дольфин вблизи города Карпенедо. Выполнение заказа стало возможным благодаря отказу от предложенной работы известного скульптора Джузеппе Торретто.
Скульптор пользовался авторитетом в Венеции, в 1738 году был приглашен в комиссию экспертов для анализа художественной коллекции, оставленной Жераром Сагредо. В состав экспертов вошли также художники Джованни Баттиста Пьяцетта, Джованни Баттиста Тьеполо, Пьетро Лонги.
Руке мастера принадлежат несколько рельефов и аллегорических, сакральных скульптур, среди которых «Христианская вера», «Мощь» для церкви Сан-Видаль, апостолы Святые Петр и Павел, Святой Карло Боромей, скульптуры ангелов и некоторые другие скульптуры.
Помимо религиозного зодчества занимался выполнением частных заказов состоятельных венецианцев, работая над убранством вилл и дворцов.
К этому периоду относятся и аллегорические скульптуры, украшавшие парадную лестничную клетку дворца Пизани на пути в библиотеку. Первоначально они стояли в нишах, это: «Богиня астрономии Урания», «Аллегория Познания», «Аллегория Мира», «Неизвестная муза со свитком». Скульптор создавал все скульптуры в полный рост, с некоторыми атрибутами искусств, в длинных и роскошных одеждах. Лицо и жесты идеализированы, но виртуозно проработаны, особенно «фасадная» сторона скульптур. Четыре аллегорические скульптуры были приобретены для Художественного музея Уолтерс в США.
24 сентября 1750 года по указу венецианского Сената была основана Венецианская академия изящных искусств как учебное заведение дающие знания молодежи. Были избраны первые академики, которых насчитывалось 36 человек, и некоторые из которых занимались преподаванием. Среди приглашенных на преподавательскую должность был и скульптор Антонио Гай. В 1764 году он занял пост президента Венецианской академии. В 1765 году, получил заказ на две скульптуры для нового фасада венецианской церкви Сан-Рокко. Над фигурами работали в основном его сыновья Франческо и Джованни.
Скульптор умер в Венеции на 83 году жизни.

## Семья
Был дважды женат. Имел двух сыновей (Франческо и Джованни), которые помогали отцу в его мастерской.

## Галерея избранных произведений
- «Аллегория Познания», Художественный музей Уолтерс
- Скульптура на вилле Пизани
- Дворец Виллы Пизани в Стра
- Церковь Сан-Рокко, главный фасад, Венеция
- «Неизвестная муза со свитком», Художественный музей Уолтерс
- Бюст Николо Сагредо в церкви Сан-Франческо делла Винья